# تاراتا، کوچاباما
تاراتا (به اسپانیایی: Tarata) یک شهر در بولیوی است که در کانتون تاراتا واقع شده‌است. تاراتا ۳٬۳۲۳ نفر جمعیت دارد.